# República Dominicana en los Juegos Olímpicos de Moscú 1980
La República Dominicana estuvo representada en los Juegos Olímpicos de Moscú 1980 por seis deportistas, cinco hombres y una mujer, que compitieron en cuatro deportes.
La portadora de la bandera en la ceremonia de apertura fue la atleta Marisela Peralta. El equipo olímpico dominicano no obtuvo ninguna medalla en estos Juegos.